# Manawan
Manawan (Communauté Atikamekw de Manawan) är ett reservat för atikamekw och en tätort (centre de population) i provinsen Québec i Kanada. Det ligger i regionen Lanaudière, i den sydöstra delen av landet, 220 km nordost om huvudstaden Ottawa. Landarean är 8,0 kvadratkilometer.